# Lascaux (cràter)
Lascaux és un cràter de l'asteroide de la família Coronis del cinturó principal, (243) Ida, situat amb el sistema de coordenades planetocèntriques a 0.8 ° de latitud nord i 161.2 ° de longitud est. Fa un diàmetre de 11.8 km. El nom va ser fet oficial per la UAI el 1997 i fa referència a les Coves de Lascaux, coves de França conegudes per les seves pintures rupestres.